# Cyprien Vial
Pour les articles homonymes, voir Vial.
Cyprien Vial est un réalisateur français né à Tulle le 14 juin 1979.

## Biographie
Cyprien Vial est diplômé de la Fémis (département « Réalisation », promotion 2007).
Son premier court métrage, Dans le rang, a figuré dans la sélection de la Quinzaine des réalisateurs au Festival de Cannes 2006.

## Filmographie

### Courts métrages
- 2006 : Dans le rang
- 2007 : L'Application des peines
- 2008 : Et moi ?
- 2008 : Madame

### Longs métrages
- 2014 : Bébé tigre
- 2017 : Embrasse-moi ! (coréalisé avec Océan)
- 2024 : Magma

## Distinctions

### Récompenses
- Festival international du film de Saint-Jean-de-Luz  2014: Chistera du meilleur film pour Bébé tigre

### Nominations
- Lumières 2016 : Prix Lumières du meilleur premier film pour Bébé tigre